# Leena Alam
Leena Alam ( persa : لينا علم ,(11 de enero de 1978, Kabul, Afganistán) es una actriz de cine, televisión y teatro afgana. Activista que habla sobre el matrimonio infantil, la desigualdad de género, los derechos de la mujer y los conflictos sociales. En 2021 fue nombrada como una de las 100 mujeres de la BBC.

## Trayectoria
Leena Alam comenzó trabajando como modelo y participó en concursos de baile. En 1994 en el concurso Míster y Miss San Francisco organizado por Rennu Dhillon  realizó  una actuación de baile de un minuto y medio y fue galardonada con el premio al Mejor Talento. Conocida además por haber trabajado en cine y televisión ha aparecido en películas como Kabuli Kid, Black Kite, Loori, A Letter to the President y Hassan. La primera película que interpretó fue Promise of Love, producida por Tarin Films y ya en In Foreign Land, dirigida por Hafiz Asefi, en 1998, interpretó a una niña india que había venido a los Estados Unidos a estudiar pero se dedicó a sus tradiciones y valores. Fue durante el casting de esta película que Leena Alam conoció a Salaam Sangi quien se convertiría en su mentor. En Loori, de Saeed Orokzai, interpretó a una niña afgana traumatizada con una lesión cerebral que había olvidado su pasado esta fue una de sus películas favoritas, escrita específicamente para ella por Hamid Naweed, poeta, escritor y pintor. 
En 2007, regresó a Kabul y apareció con Hadji Gul en Kabuli Kid, un drama franco-afgano producido por Fidélité Films y dirigido por Barmak Akram. En 2013, estuvo en Soil and Coral, una película iraní-afgana, producida por Parween Hussaini y dirigida por Masoud Atyabi. Además también en 2013 interpretó uno de los papeles principales en la segunda temporada de la popular serie de televisión Our Street, dirigida por Mirwais Rekab. En 2014, estuvo en Darya's Message producida por Axobarax Films (dirigida por Homayoun Karimpour) y Black Kite de Tarique Qayumi. La película se hizo en Afganistán, cambiando de ubicación con frecuencia para evitar que los talibanes reconocieran que se estaba filmando. El mismo año, apareció en   Shereen ( شیرین ) el primero de este tipo realizado en Afganistán y fue conocida como "Shereen de Afganistán" ( شیرین افغانستان ). Fue una película sobre la lucha de una mujer poderosa, un drama televisivo feminista que rompía tabúes dirigido por Ghafar Azad y producido en Kaboora  y Tolo TV.Shereen fue nominada a Mejor Miniserie Dramática junto a The Night Manager, Mr. Robot y Deutschland 83 y Leena Alam fue nominada a Mejor Actriz en los Premios Internacionales de Drama de Seúl 2016. 
En 2016 interpretó el papel principal en una película A Letter to the President, una película dirigida por Roya Sadat. Realizó también cortometrajes para ayudar a los jóvenes cineastas en Afganistán, 
Ha aparecido en videos musicales para Shafiq Mureed, Arash Barez y Kerry Coulshed. 
- Moving in a Circle de Siyar Noorzad
- Live in Grave de Lal Alizada
- The Unknown de Ghafar Faizyar

- Qamar de Nima Latifi e In Parentheses dirigida por Ghafar Azad.

Leena Alam ha sido miembro del jurado en el Festival de Cine Negah-e-No en 2014 y 2015, miembro del jurado en el Festival de Cine de Derechos Humanos de Afganistán 2015, en el Festival Internacional de Cine de Sama en Estocolmo, Suecia 2016, en el 8º Festival Nacional de Teatro de Afganistán 2014, miembro del Jurado Internacional de Largometrajes de Ficción en el Festival de Cine de Adelaida, Australia en 2017 y en Imagine Festival Internacional de Cine de la India 2020, 2021 y 2022 Madrid, España.
En el escenario histórico de The Monastery Ruin (Stiftsruine) en el 68.º Bad Hersfelder Festspiele 2018, Hessen, Alemania, interpretó a Solveig en Peer Gynt del dramaturgo noruego Henrik Ibsen, dirigida por Robert Schuster, director de teatro alemán y profesor de Ernst Busch . Academia de Artes Dramáticas de Berlín.
En 2021, Leena Alam colaboró con artistas de teatro en los EE. UU. interpretando monólogos escritos por la dramaturga Angeline Larmaer. El proyecto Las Voces de Afganistán fue conceptualizado y producido por Che'Rae Adams en el Centro de Escritores de Los Ángeles y se presentó en vivo para HowlRound TV. Los monólogos se basaron en entrevistas reales de personas que aún estaban atrapadas en Afganistán durante la caída de Kabul.

### Activismo de derechos humanos
Leena Alam fue nombrada embajadora de paz de la UNAMA Misión de Asistencia de las Naciones Unidas en Afganistán UNAMA en 2009.
Cuarenta días después de que Farkhunda, una mujer afgana de 27 años acusada falsamente de quemar una copia del Corán, fuera golpeada públicamente y quemada viva el 19 de marzo de 2015, se unió a activistas en Kabul para representar una recreación del asesinato.
Interpretó el papel de Asesinato de Farkhunda. Según The Times:

La mañana de la representación, Alam se despertó con mariposas en el estómago. Aunque es una actriz de cine experimentada, dijo que estaba siendo un papel difícil. Por un lado, la Sra. Alam había estado entre los dolientes en el entierro de Farkhunda, y era el primer cadáver real que había visto, dijo.

Ella y sus compañeros acordaron entonces que no llorarían durante la representación, pero en los ensayos todos rompían a llorar. "Los trabajadores, mi director, todos, estábamos como locos", dice. Una persona lloraba y luego lo hacía ella. "No paraba de decir: 'No me hagáis flaquear, no quiero llorar".

Durante la representación, algunos de sus compañeros se metieron un poco demasiado en el personaje, y aunque sus piedras y palos eran de esponja o espuma, la cara empezó a escocerle de tanto golpe, y salió un poco magullada. Los espectadores a menudo jadeaban porque parecía tan real, e incluso se vio a algunos policías llorar.

## Premios y reconocimientos
- Mejor Actriz - Festival Internacional de Cine de Kabul, Afganistán 2008
- Mejor Actriz - Festival de Cine de Tolo, Afganistán 2009
- Mejor Actriz - Festival de Cine de Derechos Humanos de Afganistán, Afganistán 2013
- Mejor Actriz – Festival de Cine Negah-e-No, Afganistán 2014
- Premio Honorífico - Festival Internacional de Cine de Mujeres de Herat, Afganistán 2014
- Mejor Actriz – Festival de Cine Negah-e-No, Afganistán 2015
- Mejor Actriz - Festival Internacional de Cine de Mehrgan, Afganistán 2015
- Mejor Actriz - Herat-Festival Internacional de Cine de Mujeres, Afganistán 2015
- Mejor Actriz - Nominación, Premios Internacionales de Drama de Seúl, Corea del Sur 2016
- Premio Honorífico - Contribución al Cine Afgano - El Festival Internacional de Cine de Sama en Estocolmo, Suecia 2017
- Mejor Actriz - Nominación, Festival Internacional de Cine de Malasia (Golden Global Awards) Malasia 2018
- Mejor Actriz – Festival Internacional de Cine Sinema Zetu (SZIFF) Tanzania 2019[12][13]
- Mejor Actriz – Festival Nacional de Cine de Lajward جشنواره ملی فلم لاجورد Afganistán 2020[14]
- En 2021 fue nombrada como una de las 100 mujeres de la BBC.[2]